# Lanao del Norte
Lanao del Norte là một tỉnh của Philippines, nằm trên vùng Bắc Mindanao. Thủ phủ là Tubod. Tỉnh này giáp Lanao del Sur về phía Nam, Zamboanga del Sur về phía Tây, Misamis Oriental về phía Đông-Bắc, Bukidnon về phía Đông, và được tách biệt khỏi Misamis Occidental bởi Vịnh Iligan.